# Enrico Pancheri
Enrico Pancheri (Romallo, 28 dicembre 1920 – Trento, 11 aprile 2006) è stato un politico italiano, presidente del Trentino-Alto Adige dal 1979 al 1984.

## Biografia
Esponente della Democrazia Cristiana della corrente dei Dorotei e fedelissimo di Flaminio Piccoli, Enrico Pancheri è stato membro del Consiglio della Provincia autonoma di Trento nella sesta, settima ed ottava legislatura (1968 - 1983). Dal 1979 al 1984 ha presieduto la giunta regionale.
Fra i fondatori dell'Anffas Trentino, dal 1988 al 1989 è stato presidente dell'Anffas nazionale.
Dal 1984 al 1992 stato presidente di Autostrada del Brennero S.p.A..
Definito il "grande elemosiniere" della DC trentina, durante Mani pulite fu condannato a due anni di reclusione per corruzione.